# Lituania
La Lituania (AFI: /lituˈanja/; in lituano Lietuva; [lʲɪɛtʊˈvɐ]), ufficialmente Repubblica di Lituania (in lituano Lietuvos Respublika; [lʲɪɛtʊˈvoːs rʲɛsˈpʊblʲɪkɐ]), è uno Stato membro dell'Unione europea, confinante a nord con la Lettonia, a est con la Bielorussia, a sud con la Polonia e a sud-ovest con l'exclave russa dell'Oblast' di Kaliningrad, mentre a ovest è bagnata dal mar Baltico. Ha una superficie di 65200 km² e 2 793 397 abitanti. Fa parte dell'area geopolitica dei Paesi Baltici, di cui è lo Stato più meridionale e il più popoloso.
Abitata per secoli da numerose tribù, la Lituania venne unificata nel XIII secolo da Mindaugas, costituendo prima un Regno e poi un Ducato. Ultima nazione europea ad abbandonare il paganesimo, tra XIV e XV secolo ebbe una rapida espansione territoriale, fino a diventare la nazione più estesa d'Europa, il cui controllo copriva anche l'odierna Bielorussia e le regioni occidentali dell'Ucraina. Nel 1569 il Granducato di Lituania formò una confederazione col vicino Regno di Polonia e assieme a quest'ultimo subì, nella seconda metà del XVIII secolo, varie spartizioni territoriali, fino all'annessione all'Impero russo nel 1795.
Tornata indipendente nel 1918, la Lituania, assieme alle confinanti Lettonia ed Estonia, venne occupata e annessa all'Unione Sovietica nel 1940, in base a quanto previsto dal patto Molotov-Ribbentrop, come RSS Lituana. Dopo l'occupazione tedesca, segnata dalla persecuzione degli ebrei e da vari eccidi, nel 1944 ritornarono le truppe sovietiche, contro le quali operò per quasi un decennio una resistenza armata. Nel 1990 fu la prima tra le repubbliche sovietiche a dichiarare la propria indipendenza.
La Lituania è uno Stato membro dell'ONU, della NATO, del Consiglio d'Europa, dell'OCSE. È una Repubblica semipresidenziale, il cui attuale Presidente è Gitanas Nausėda, mentre il ministro presidente è Ingrida Šimonytė.
Il 1° gennaio 2015, la nazione baltica ha adottato l'euro, diventando il diciannovesimo stato della zona euro. L'euro ha sostituito il litas, la precedente valuta ufficiale dello Stato.

## Etimologia
Il nome "Lituania" comparve per la prima volta nel 1009 negli Annali di Quedlinburg. La sua etimologia è fonte di dibattito: una credenza popolare vuole che "Lietuva" derivi dalla parola "lietus" (pioggia), ma la presenza del suffisso -uva e la mancanza di prove convincenti rende tale spiegazione poco plausibile. Un'altra teoria vorrebbe il toponimo derivato dal Lietava, corso d'acqua della Lituania centrale; tuttavia le sue ridotte dimensioni renderebbero il passaggio da idronimo a toponimo altamente improbabile.

## Storia

### L'epoca tribale
I primi insediamenti umani nel territorio dell'odierna Lituania risalgono almeno al 9000 a.C. Il commercio dell'ambra, già prospero nel Neolitico (da 6 000 a 4 500 anni or sono), offrì ai balti – antenati degli attuali lituani – una fiorente risorsa economica quando intorno al 2000 a.C. si stabilirono in queste zone dai territori di sud-est.
Due millenni dopo, fu proprio grazie alla resina fossile e alle sue rotte commerciali che coprivano tutto il pianeta – come documenta il Museo dell'Ambra di Palanga – che Tacito menzionò gli aesti, raccoglitori di ambra lungo le rive del Mar Baltico, nella sua opera Germania scritta nel 98 d.C. e dedicata alle popolazioni germaniche insediate oltre i confini dell'impero romano. La prima menzione del termine Litae (Lituania, in latino) in un documento scritto si trova invece nei medievali Annales Quedlinburgenses, dove questa terra è citata come il luogo in cui l'arcivescovo Brunone fu ucciso dalle popolazioni che tentava di convertire.
Nel XII secolo, la popolazione lituana era suddivisa in due gruppi tribali: i samogiti (abitanti delle pianure) a occidente e gli aukštaiti (abitanti delle terre alte) nei territori orientali e sud-orientali. Più o meno in quest'epoca sembra che a Vilnius fu costruito un primo castello in legno sulla Collina di Gediminas.

### Il Medioevo

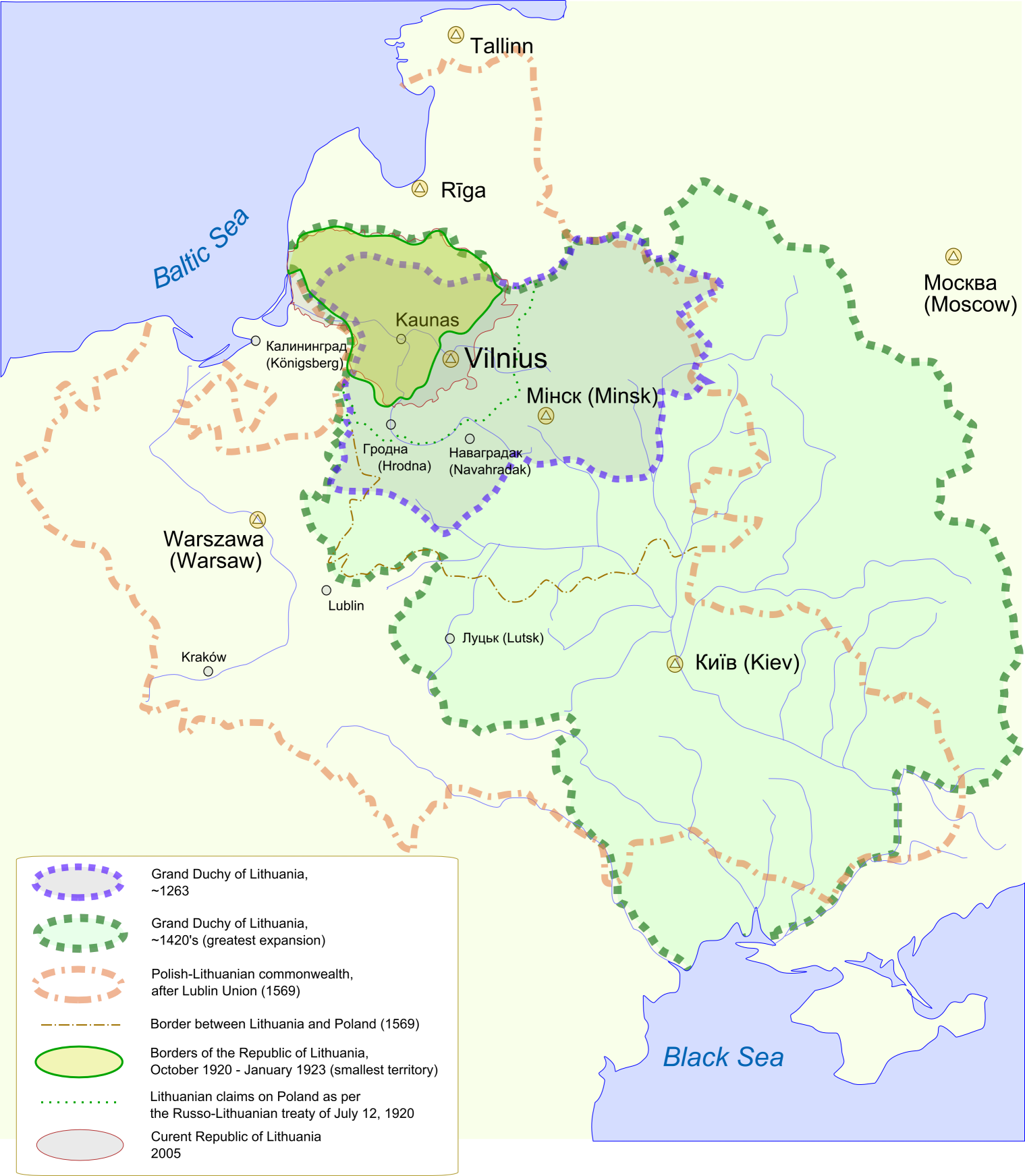
Atlante storico della Lituania (le aree indicate appartengono alla cosiddetta Lithuania Propria)

Alla metà del XIII secolo Mindaugas, condottiero degli aukštaiti, riuscì a unificare le varie tribù del Granducato di Lituania, del quale fu incoronato sovrano nel 1253, a Kernavė. Mindaugas si era convertito al cattolicesimo nell'ambito di un accordo con i Cavalieri Teutonici, i monaci-guerrieri tedeschi che avevano conquistato gran parte dei territori dell'antica Prussia, spingendosi fino a Memel (l'odierna Klaipėda). Ma tanto la conversione quanto l'unità del granducato ebbero vita breve: Mindaugas fu assassinato nel 1263 da un gruppo di aristocratici decisi a mantenere la Lituania nel solco della tradizione pagana e a rifiutare il cristianesimo.
Durante il regno del granduca Gediminas (1316-41), i confini della Lituania si estesero verso sud e verso est, fino al territorio delle odierne Bielorussia e Ucraina, e per un certo periodo persino fino a Kiev. Dopo la morte di Gediminas, due dei suoi figli condivisero il trono: a Vilnius, Algirdas estese i confini meridionali al di là di Kiev, mentre Kęstutis – che fece costruire il proprio castello su una graziosa isola lacustre a Trakai – teneva a bada gli attacchi dell'Ordine Teutonico.
Il figlio di Algirdas, Jogaila, si assicurò il trono nel 1382, ma di fronte alla minaccia sempre più pressante dei Cavalieri Teutonici fu costretto a prendere una decisione che avrebbe avuto conseguenze cruciali per la storia europea. Nel 1386 infatti si fece battezzare, sposò la principessa Edvige (Jadwiga), erede al trono della Polonia, e assunse il nome cristiano di Ladislao II Jagellone (Władysław II Jagiełło) di Polonia, dando origine all'Unione Polacco-Lituana destinata a durare per i successivi 400 anni. Gli aukštaiti furono battezzati nel 1387 e i samogiti nel 1413: la Lituania fu così l'ultimo paese europeo a convertirsi al cristianesimo.

### I giorni della gloria
Mentre Jogaila trascorreva buona parte del suo tempo a Cracovia, in patria c'era aria di burrasca. Nel 1390 suo cugino Vitoldo (Vytautas) si ribellò al sovrano e riuscì a strappargli alcune importanti concessioni, facendosi nominare granduca di Lituania a condizione di rispettare l'alleanza politica con Varsavia. La sconfitta definitiva dell'Ordine Teutonico a opera delle due armate congiunte nella battaglia di Grünwald (nell'odierna Polonia), nel 1410, inaugurò un periodo di pace e prosperità, soprattutto per Vilnius, la capitale lituana, che proprio in quegli anni vide sorgere quella che oggi è la sua celeberrima Città Vecchia.
Vitoldo (detto «il Grande») ampliò ulteriormente i confini lituani a sud e a est. Alla sua morte, nel 1430, il territorio della Lituania si estendeva al di là di Kurska a oriente e quasi fino al Mar Nero a sud, così da costituire uno degli imperi più vasti d'Europa. Ma in nessun luogo il prestigio e la potenza della nazione si manifestavano meglio che nella Vilnius cinquecentesca, che, con i suoi 25 000 abitanti, era una delle più grandi città dell'Europa orientale. Qui sorsero splendide costruzioni tardo-gotiche e rinascimentali, e diversi sovrani lituani come Sigismondo (Žygimantas) I e Sigismondo II sedettero sul trono polacco-lituano nel sontuoso Palazzo Reale.
Nel 1579 un gruppo di gesuiti polacchi fondò l'Università di Vilnius e fece della città uno dei baluardi della Controriforma. Con l'influenza dei gesuiti si diffuse, inoltre, lo stile architettonico barocco.

### Dominio polacco e spartizioni
Nel tempo, la Lituania ricoprì un ruolo sempre più marginale nell'alleanza con la Polonia, finché i due stati vennero ufficialmente fusi nel 1569 (fino ad allora si era infatti trattato di due Corone unite) con l'Unione di Lublino, siglata durante la guerra di Livonia (prima Guerra del Nord) contro la Moscovia.
All'interno della nuova rzeczpospolita (Confederazione), la Lituania, sempre più subalterna alla Polonia, andò incontro a un processo di «polonizzazione»: la nobiltà lituana adottò la cultura e la lingua polacche, i contadini divennero servi della gleba e Varsavia sottrasse a Vilnius il ruolo di epicentro politico e sociale.
Nel 1654 la Russia invase temporaneamente la Confederazione, impossessandosi di una parte considerevole dei territori. Nel 1772 la Confederazione si era così indebolita che i sovrani di Russia, Austria e Prussia procedettero semplicemente a dividersi i territori in quella che fu la prima delle tre spartizioni della Polonia (1772, 1793 e 1795). Quasi tutta la Lituania passò alla Russia, tranne una piccola regione sud-occidentale che fu annessa alla Prussia, ma passò a sua volta nelle mani russe dopo le guerre napoleoniche.

### Dominio russo e indipendenza
Con la rivolta di Novembre del 1830 contro i russi, si diede il via alla guerra russo-polacca, che finì nel 1831 con la vittoria russa e la definitiva occupazione zarista della Lituania.
All'inizio del XX secolo iniziò a formarsi un movimento culturale che stimolava, soprattutto con la promozione dell'uso della lingua lituana, la formazione di una coscienza nazionale: tale periodo è noto come il Risveglio nazionale lituano. Contro tale spinta, le autorità russe risposero vietando la pubblicazione di opere in lingua lituana che utilizzassero l'alfabeto latino e reprimendo militarmente i movimenti di carattere indipendentista.
Durante la prima guerra mondiale sotto il comando di Paul von Hindenburg e del capo di stato maggiore Erich Ludendorff, l'esercito tedesco invase la Lituania e respinse le truppe russe sulla loro frontiera negli anni 1914-15 e bloccò fino all'inizio del 1918 il fronte orientale in modo abbastanza stabile. Ciò permise l'istituzione di un'amministrazione militare in Lituania sotto la diretta tutela dell'comando tedesco col nome di Ober Ost, affidata a Ludendorff.
Nel febbraio 1918 fu firmato il trattato di Brest-Litovsk, in cui l'URSS rinunciava a qualunque pretesa territoriale sui Paesi baltici, la Lituania si dichiarò indipendente il 16 febbraio 1918 con l'Atto d'indipendenza redatto dal Consiglio della Lituania, e il 4 aprile 1919, terminata la prima guerra mondiale, si costituì in repubblica. Lo stato del primo dopoguerra fu egemonizzato dalla figura di Antanas Smetona. Dopo la dichiarazione d'indipendenza della Lituania, egli fu eletto presidente della Repubblica nel 1919, conservando tale carica fino al giugno 1920. Nel dicembre 1926, in seguito a un colpo di Stato conservatore e autarchico, venne eletto nuovamente presidente della Repubblica e il mandato gli fu confermato nel 1930 e nel 1938. Il nuovo Stato rifiutò l'ipotesi di ristabilire l'unione con la Polonia (proposta effettuata nell'ambito della contesa e controversa situazione determinata dalla costituzione della Lituania Centrale). La nominativa capitale - Vilnius - fu contesa con lo Stato polacco fino al 1939, quando i sovietici, invadendo la Polonia insieme ai tedeschi passarono parte della regione di Vilnius alla Lituania, mentre la regione di Klaipėda fu acquisita nel 1923 e successivamente ceduta ai tedeschi nel 1939 dopo un ultimatum.

### L'occupazione sovietica
In base al patto Molotov-Ribbentrop del 1939, la Lituania si trovò assegnata alla sfera d'influenza tedesca, ma dopo pochi mesi, in cambio di una maggior porzione del territorio della Polonia occupato dall'Unione Sovietica, la Germania accettò l'occupazione della Lituania da parte dei sovietici, che occuparono il Paese dopo un ultimatum, fondando così la Repubblica Socialista Sovietica Lituana. Furono istituite nuove strutture politiche ed economiche secondo il modello comunista, affidate a un Partito Comunista Lituano sottoposto al ferreo controllo di Mosca. Gli Stati Uniti d'America, con la dichiarazione di Welles (23 luglio 1940), notificarono all'Unione Sovietica che essi non avrebbero mai riconosciuta come legittima tale annessione.
Vennero collettivizzate le terre coltivabili e fondati grandi complessi industriali. Molti contadini vennero costretti a stabilirsi nei centri urbani. Le autorità occupanti provvidero a una sistematica politica di depauperamento della cultura lituana: ogni manifestazione esteriore dell'identità culturale lituana venne proibita, mentre il patrimonio artistico venne duramente danneggiato (molte chiese cattoliche, simbolo della devozione popolare lituana, vennero chiuse o spogliate delle loro opere d'arte o distrutte). Inoltre fu stimolata una massiccia immigrazione russa allo scopo di costituire un nucleo russofono nelle strutture politico–economiche del Paese. Tali misure repressive provocarono conflitti tra le autorità e la popolazione: una testimonianza di tale periodo storico è il romanzo Avevano spento anche la luna di Ruta Sepetys.

### L'invasione nazista
Il 22 giugno 1941 la Germania avviò l'operazione Barbarossa; la Lituania, in quanto regione limitrofa, fu immediatamente coinvolta nell'invasione. La regione comprendeva circa 2 milioni di abitanti di etnia autoctona e circa 250 000 persone di etnia ebraica, che nei secoli si erano integrati nel tessuto sociale ed economico del paese. Vilnius fu una delle prime città a essere conquistate: il 24 giugno 1941, le prime unità della Wehrmacht entrarono nella città. Nello stesso giorno, i tedeschi entrarono anche a Kaunas, da cui l'Armata Rossa si era ritirata il giorno precedente. Appena giunti, i tedeschi imposero immediate misure restrittive nei confronti della popolazione ebraica. Sui muri delle case apparve questa ordinanza:
Ai tedeschi si unirono gruppi militari lituani che rivendicavano l'autonomia del Paese baltico dall'URSS, e che si accanirono al pari dei tedeschi nei confronti degli ebrei. Tra il 25 e il 27 giugno i nazionalisti lituani, capeggiati da Algirdas Jonas Klimaitis, si macchiarono a Kaunas di alcune delle azioni più violente e brutali di tutta la storia della Shoah. A Ponary (oggi un quartiere occidentale di Vilnius) dal luglio 1941 sino al 1944 le truppe ausiliarie lituane, reclutate tra i volontari collaborazionisti, le Ypatingasis būrys (nome originale lituano della formazione), sotto sovrintendenza tedesca massacrarono, in fucilazioni di massa, circa 100 000 persone, di cui 60 000 o 70 000 erano ebrei, circa 20 000 erano esponenti della classe dirigente polacca. Le rimanenti vittime finirono a Ponary in quanto accusate di comunismo. Viceversa molti lituani invece rischiarono la vita o furono uccisi nel tentativo di aiutare gli ebrei come la dottoressa Elena Kutorgene-Buivydaite (proclamata nel dopoguerra Giusto tra le Nazioni) che mise a repentaglio la sua stessa vita per salvare molti ebrei.
Il 15 agosto 1941, i nazisti istituirono il ghetto di Kaunas: situato nel quartiere di Slobodka, ospitava circa 32 000 prigionieri. Il 6 settembre 1941, venne istituito un ghetto anche a Vilnius. Inizialmente, gli ebrei furono dislocati in due quartieri, chiamati rispettivamente Ghetto I e Ghetto II. Il primo conteneva circa 30 000 persone, mentre il secondo ne racchiudeva circa 10 000.
Durante l'occupazione tedesca, perirono circa 200 000 ebrei in parte fucilati e in parte uccisi nelle camere a gas dei campi di sterminio e fu quasi totalmente annientata la classe dirigente di Vilnius costituita sino ad allora dall'intellighenzia polacca. Alla sconfitta dei nazisti da parte dell'Armata Rossa centomila residenti di Vilnius, un terzo della popolazione della capitale, per la maggior parte ebrei, erano stati uccisi. Vilnius prima della guerra era detta la «Gerusalemme di Lituania» e si era trasformata in uno dei più importanti centri di cultura ebraica nel mondo. Anche tra i lituani non ebrei furono migliaia le uccisioni e decine di migliaia di giovani furono deportati in Germania per lavorare.

### Periodo sovietico nel dopoguerra
Dal 1945 al 1956, piccole bande armate, aiutate dalla popolazione locale, proseguirono la guerriglia nei territori rurali contro le truppe regolari russe, in ottica indipendentista. Moltissimi cittadini baltici (nella fattispecie: 50 000 estoni, 60 000 lettoni e ben 120 000 lituani), ma anche ucraini, polacchi, ungheresi, romeni, bulgari, serbi e croati si diedero infatti alla macchia per cercare di combattere con le armi i nuovi regimi istituiti da Mosca nell'Europa dell'Est. Tali movimenti furono stroncati con interventi operativi del KGB e dell'NKVD: con il primo acronimo si fa riferimento alla polizia segreta sovietica, la quale continuò la sua attività fino al crollo dell'URSS nel 1991. Sulla base di statistiche molto parziali si calcola che nella sola Lituania, tra il primo gennaio e il 15 marzo 1945, siano state effettuate 2 257 «operazioni di pulizia».
Il risultato di tali operazioni fu la morte di oltre 6 000 «banditi» e l'arresto di oltre 75 000 fra «banditi, affiliati ai gruppi nazionalisti e disertori». In seguito alle torture, alle esecuzioni e alle deportazioni in Siberia, centinaia di intellettuali, ecclesiastici cattolici, funzionari e giovani studenti lituani sparirono; le autorità sovietiche avevano in tal modo decimato l'élite autoctona, facilitando la propria egemonia sul Paese.

### Ritorno all'indipendenza lituana
Con l'inizio della glasnost l'11 marzo 1990, la RSS Lituana fu la prima repubblica baltica, occupata dai sovietici, a ritornare indipendente. Le truppe sovietiche tentarono di reprimere la ribellione, ma alla fine dovettero cedere. L'indipendenza lituana non venne ufficialmente riconosciuta sino al settembre 1991 (dopo il tentato colpo di Stato in Unione Sovietica). L'ultimo battaglione russo lasciò il Paese nel 1993.
Il 29 marzo 2004 la Lituania è entrata a far parte della NATO.

### Relazioni con l'Unione europea
- Il 12 giugno 1995 la Lituania firma l'accordo di associazione con la Comunità europea e i suoi Stati membri
- L'8 dicembre 1995 presenta la domanda di adesione.
- Il 1º febbraio 1998 entra in vigore l'accordo di associazione.
- Il 10 dicembre 1998 apre i negoziati d'adesione, terminati il 13 dicembre 2002 a Copenaghen durante il Consiglio europeo.
- Il 14 aprile 2003 a Bruxelles il Consiglio europeo approva l'adesione della Lituania all'Unione europea.[36]
- Il 16 aprile 2003 ad Atene la Lituania firma il trattato di adesione all'Unione europea,[37] in vigore dal 1º maggio 2004.
- L'11 settembre 2003 in un referendum popolare il 69% dei lituani approva il trattato di adesione.
- Il 1º maggio 2004 entra a far parte dell'Unione europea.
- Il 16 marzo 2006 la Lituania richiede che sia esaminata la sua subordinazione ai criteri di convergenza per l'adozione dell'euro.
- Il 16 maggio 2006 la Banca centrale europea[38] e la Commissione europea[39] pubblicano le loro relazioni sul rispetto dei criteri di convergenza da parte della Lituania, nelle quali osservano che la Lituania rispetta tutti i criteri di convergenza escluso quello che riguarda la stabilità dei prezzi.
- Il 21 dicembre 2007 la Lituania entra nell'area Schengen.[40]
- Il 1º gennaio 2015 la Lituania adotta l'euro come moneta nazionale.[9]

## Geografia

### Morfologia
La Lituania è bagnata a ovest dal mar Baltico, dove si trova la città di Klaipėda. Lungo la costa si trovano spiagge sabbiose e dune di sabbia. Verso est il paese ha un aspetto collinare con estesi boschi; il patrimonio boschivo è però meno esteso di quello della Lettonia e dell'Estonia, essendo maggiore lo sfruttamento del suolo per le attività agricole. Il territorio lituano è pianeggiante.

### Idrografia
Il fiume più lungo della Lituania è il Nemunas, il quale nasce in Bielorussia, a sud-ovest di Minsk, e dopo aver attraversato la parte meridionale della Lituania forma il confine con l'exclave russa dell'Oblast' di Kaliningrad, per poi gettarsi nella laguna di fronte all'istmo di Curlandia (Mar Baltico), anch'esso diviso politicamente tra la Lituania e la Russia.
La Lituania confina con la Polonia tra il lago di Galadusis.

### Clima
Il clima in Lituania è di tipo continentale e freddo. Gli inverni sono generalmente rigidi, con temperature medie di −5 °C, che possono raggiungere facilmente i −20 °C. Gennaio e febbraio sono i mesi più freddi, mentre in estate la temperatura può raggiungere e spesso superare i 20 °C.
Le nevi sono abbondanti tra novembre e marzo e sono in genere piuttosto copiose soprattutto nella parte centrale e orientale del Paese.
Lungo la costa, presso la città di Klaipėda e sulla penisola di Neringa, gli inverni sono più miti, mentre le estati sono solitamente più fresche.
La Lituania è piuttosto piovosa. Le precipitazioni sono frequenti soprattutto in estate e lungo la costa. Raggiungono infatti i 720 mm durante l'anno sul litorale e i 500 mm nelle regioni interne.
Le ore di luce sono scarse in inverno, mentre in estate, in particolare tra maggio e giugno, il sole tramonta dopo le 22, lasciando alla notte il chiarore tipico delle zone boreali.
La giornata più lunga è quella della notte di San Giovanni, quando le città si svuotano e chi può si reca ai laghi a godere del chiarore della notte più breve dell'anno.
Nelle Repubbliche baltiche e in Finlandia, come in tutto il Nord Europa del resto, una delle feste più importanti dell'anno è proprio quella del solstizio d'estate (la notte di San Giovanni), quando la notte è brevissima e il cielo non diventa buio, ma appena blu.
Rispetto alla vicina Lettonia, all'Estonia e all'Europa scandinava, la Lituania gode tuttavia di maggiore equilibrio nell'alternanza di giorno e notte grazie alla sua posizione più meridionale. Le notti boreali sono dunque un po' più brevi rispetto a quelle dei Paesi a loro vicini, mentre in estate, la luce del giorno dura un po' meno a lungo.

## Popolazione

### Demografia

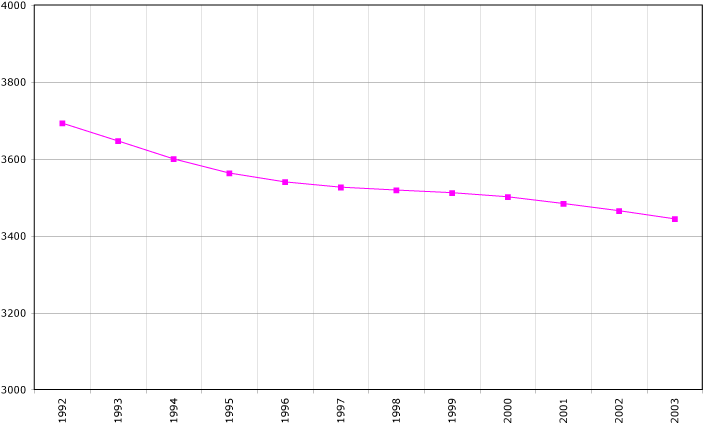
Crescita demografica lituana dal 1992 al 2003

La popolazione lituana è scesa nel 2017 a soli 2 849 000 abitanti (da oltre 3,3 milioni nel 2006) in seguito alle emigrazioni massicce e senza sosta dagli anni 1990 e al tasso estremamente alto di suicidi, che raggiunse l'apice di 45 suicidi su 100 000 persone nel 1995. Anche se il tasso di suicidi è calato in modo costante con gli anni, è ancora il quindicesimo più alto del mondo e il più alto di tutta l'Unione europea, con circa 20 suicidi su 100 000 persone nel 2019, che secondo diversi studi è dovuto a molteplici motivi: la situazione di crisi economica dopo la dissoluzione dell'Unione Sovietica, alcolismo, mancanza di tolleranza dalla società, bullismo, scarsa disponibilità di servizi psicologici e psichiatrici e mancanza di una politica di prevenzione dei suicidi efficace. Il suicidio è inoltre una causa di morte elevatissima per prigionieri e arrestati secondo uno studio del 2017, diverse volte più alta della media.

### Etnie
| Gruppo etnico                                          | Censimento 19591 | Censimento 19591 | Censimento 19702 | Censimento 19702 | Censimento 19793 | Censimento 19793 | Censimento 19894 | Censimento 19894 | Censimento 20015 | Censimento 20015 | Censimento 20115 | Censimento 20115 |
| Gruppo etnico                                          | Numero           | %                | Numero           | %                | Numero           | %                | Numero           | %                | Numero           | %                | Numero           | %                |
| ------------------------------------------------------ | ---------------- | ---------------- | ---------------- | ---------------- | ---------------- | ---------------- | ---------------- | ---------------- | ---------------- | ---------------- | ---------------- | ---------------- |
| Lituani                                                | 2 150 767        | 79,3             | 2 506 751        | 80,1             | 2 712 233        | 80,0             | 2 924 251        | 79,6             | 2 907 293        | 83,4             | 2 561 314        | 84,2             |
| Polacchi                                               | 230 107          | 8,5              | 240 203          | 7,7              | 247 022          | 7,3              | 257 994          | 7,0              | 234 989          | 6,7              | 200 317          | 6,6              |
| Russi                                                  | 231 014          | 8,5              | 267 989          | 8,6              | 303 493          | 8,9              | 344 455          | 9,4              | 219 789          | 6,3              | 176 913          | 5,8              |
| Bielorussi                                             | 30 256           | 1,1              | 45 412           | 1,5              | 57 584           | 1,7              | 63 169           | 1,7              | 42 866           | 1,2              | 36 227           | 1,2              |
| Ucraini                                                | 17 692           | 0,7              | 25 099           | 0,8              | 31 982           | 0,9              | 44 789           | 1,2              | 22 488           | 0,6              | 16 423           | 0,5              |
| Ebrei                                                  | 24 667           | 0,9              | 23 538           | 0,8              | 14 691           | 0,4              | 12 390           | 0,3              | 4 007            | 0,1              | 3 050            | 0,1              |
| Tartari                                                | 3 020            | 0,1              | 3 454            | 0,1              | 3 984            | 0,1              | 5 135            | 0,1              | 3 235            | 0,1              | 2 793            | 0,1              |
| Tedeschi                                               | 11 166           | 0,4              | 1 904            | 0,1              | 2 616            | 0,1              | 2 058            | 0,1              | 3 243            | 0,1              | 2 418            | 0,1              |
| Rom                                                    | 1 238            | 0,1              | 1 880            | 0,1              | 2 306            | 0,1              | 2 718            | 0,1              | 2 571            | 0,1              | 2 115            | 0,1              |
| Lettoni                                                | 6 318            | 0,2              | 5 063            | 0,2              | 4 354            | 0,1              | 4 229            | 0,1              | 2 955            | 0,1              | 2 025            | 0,1              |
| Estoni                                                 | 352              | 0,0              | 551              | 0,0              | 546              | 0.0              | 598              | 0,0              | 400              | 0,0              | 314              | 0,0              |
| Caraiti                                                | 423              | 0,0              | 388              | 0,0              | 352              | 0,0              | 289              | 0,0              | 273              | 0,0              | 241              | 0,0              |
| Altri o non specificato                                | 4 425            | 0,2              | 6 004            | 0,2              | 10 327           | 0,3              | 12 727           | 0,3              | 40 136           | 1,2              | 39 279           | 1,3              |
| Totale                                                 | 2 711 445        | 2 711 445        | 3 128 236        | 3 128 236        | 3 391 490        | 3 391 490        | 3 674 802        | 3 674 802        | 3 483 972        | 3 483 972        | 3 043 429        | 3 043 429        |
| 1 Fonte: . 2 Fonte: . 3 Fonte: . 4 Fonte: . 5 Fonte: . |                  |                  |                  |                  |                  |                  |                  |                  |                  |                  |                  |                  |

L'86,7% della popolazione è di etnia lituana e parla lituano (una delle due lingue baltiche ancora esistenti), unica lingua ufficiale dello Stato (ultimo sondaggio non riportato sopra del 2015). Esistono inoltre numerose altre minoranze come quella russa (4,8%), quella polacca (5,6%) e quella bielorussa (1,3%), tutte parlanti le loro rispettive lingue. La Lituania è lo Stato baltico con la minor presenza di popolazione di etnia russa, rispetto a Estonia (25% circa) e Lettonia (29,6%).
I polacchi sono la minoranza più consistente e si concentrano nel Sud-est (specialmente presso la regione di Vilnius). I russi si concentrano prevalentemente nelle città, in particolare a Vilnius, Klaipėda e Visaginas dove rappresentano rispettivamente il 14%, il 28% e il 52% della popolazione. In Lituania vivono anche circa 3 000 rom, specialmente nella capitale, a Kaunas e a Panevėžys.

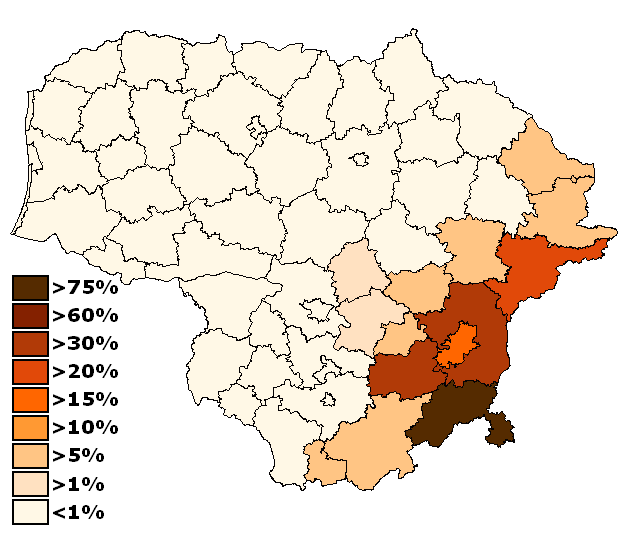
Mappa che illustra la distribuzione della minoranza polacca in Lituania

Sono presenti anche i Caraimi, popolazione originaria della Crimea, ormai ridotta a poche centinaia di persone, che vive in caratteristiche case nella cittadina di Trakai, vicino all'omonimo lago. Seguono le percentuali dei gruppi etnici secondo i dati del censimento non riportato del 2015:
- Lituani 86,7%
- Polacchi 5,6%
- Russi 4,8%
- Bielorussi 1,3%
- Ucraini 0,7%
- Ebrei 0,1%
- Tedeschi 0,1%
- Tatari 0,1%
- Lettoni 0,1%
- Rom 0,1%
- altri (armeni, estoni, altri) 0,4%

Per quanto riguarda la lingua straniera, nella maggior parte delle scuole viene insegnato l'inglese come prima lingua straniera, ma è studiato anche tedesco e, talvolta, francese. Nelle aree dove si concentrano le minoranze russa e polacca, esistono scuole dove vengono insegnati i rispettivi idiomi come lingue madri.

### Religione
Ufficialmente si dichiarano cattolici il 79% dei lituani, atei e agnostici il 15%, ortodossi il 4%, protestanti il 2%.
La Lituania è stata l'ultimo Paese europeo a essersi convertito al cristianesimo nel 1387 e sono tuttora vive alcune tradizioni che risalgono al paganesimo. Per esempio, dopo aver festeggiato la vigilia di Natale il tavolo non va sparecchiato (fatta eccezione per i coltelli), per lasciare cibo agli spiriti dei parenti deceduti, e appena finita la cena si dovrebbero fare tre giri intorno al tavolo prima di posare il cucchiaio.
Nei pressi della città lituana di Šiauliai esiste un luogo di pellegrinaggio chiamato Collina delle Croci, meta di turisti.

### Lingue
La lingua ufficiale è il lituano. Vi sono minoranze russe e polacche.

## Ordinamento dello Stato
Il capo di Stato della Lituania è il Presidente della Repubblica, eletto direttamente dai cittadini per un mandato di 5 anni rinnovabile una volta. Il suo incarico è in gran parte rappresentativo, con però anche importanti funzioni negli affari esteri e nella sicurezza nazionale; il Presidente è infatti il Comandante in capo delle forze armate. Il Presidente, con l'approvazione del parlamento unicamerale lituano, Seimas, nomina il Primo ministro e, successivamente, il resto del Gabinetto di governo.
Il Presidente della Repubblica in carica è Gitanas Nausėda.
Il Parlamento lituano (Seimas) è formato da 141 deputati; circa metà dei membri (71) sono eletti nelle singole costituenti, mentre l'altra metà viene eletta a livello nazionale con sistema proporzionale. Per accedere al Parlamento, un partito deve ricevere almeno il 5% dei voti, e una coalizione multipartitica almeno il 7%.
La Costituzione della Lituania (Lietuvos Respublikos Konstitucija) è del 25 ottobre 1992.

### Suddivisioni storiche e amministrative
La Lituania è costituita da 10 contee (apskritys, singolare - apskritis), ognuna è chiamata con il nome del proprio capoluogo. Le contee sono a loro volta suddivise in 60 comuni. Questa suddivisione amministrativa fu introdotta nel 1994.
- Contea di Alytus (Alytaus apskritis)
- Contea di Kaunas (Kauno apskritis)
- Contea di Klaipėda (Klaipėdos apskritis)
- Contea di Marijampolė (Marijampolės apskritis)
- Contea di Panevėžys (Panevėžio apskritis)
- Contea di Šiauliai (Šiaulių apskritis)
- Contea di Tauragė (Tauragės apskritis)
- Contea di Telšiai (Telšių apskritis)
- Contea di Utena (Utenos apskritis)
- Contea di Vilnius (Vilniaus apskritis)

### Città principali
Le principali città sono:
- Vilnius (o Vilna), capitale del paese (580020 ab. nel 2020), sorge alla confluenza dei fiumi Vilnia e Neris.
- Kaunas (289380 ab.), principale centro industriale del Paese e importante centro universitario, sorge sulle sponte dei fiumi Nemunas e Neris, a circa 100 km a ovest della capitale.
- Klaipėda, in tedesco Memel (184657 ab. nel 2010), importante porto sul breve canale che mette in comunicazione il Baltico con la laguna dei Curi, e separa la città dall'omonima penisola (o penisola di Neringa).
- Šiauliai (133900 ab. nel 2010), situata a nord del Paese, lungo l'autostrada E77 che collega Riga a Kaliningrad, e vicina alla Collina delle Croci, importante luogo di pellegrinaggio.
- Panevėžys (113653 ab. nel 2009), nella parte settentrionale del Paese, sulle rive del fiume Nevėžis, a metà strada (circa 130 km) fra Riga e Vilnius.
- Alytus (65524 ab. nel 2010), centro storico della regione della Dzūkija, sulle sponde del fiume Nemunas, si trova a 72 km a sud di Kaunas e 110 km a sud-ovest di Vilnius.
- Marijampolė (47244 ab. nel 2007), nella parte sud del Paese, 60 km a sud-ovest di Kaunas, verso il corridoio di Suwałki al confine con la Polonia.

### Istituzioni
Il capo di Stato lituano è il presidente, che viene eletto direttamente con un mandato di cinque anni e ha la responsabilità della politica estera e della sicurezza. Il presidente, con l'approvazione del parlamento, nomina il primo ministro e il resto del governo, come anche numerose altre alte cariche pubbliche e i giudici di tutte le corti inclusa quella costituzionale (Konstitucinis Teismas).
Il parlamento unicamerale lituano (Seimas), ha 141 membri che vengono eletti con un mandato di quattro anni. Circa metà di essi vengono eletti in collegi elettorali (71), mentre l'altra metà (70) viene eletta a livello nazionale con un sistema proporzionale. Un partito deve ricevere almeno il 5% di voti nazionali per essere rappresentato nella Seimas.

#### Ordinamento scolastico e Università
Nel 1579 venne fondata da re Stefano I Báthory l'Università di Vilnius, la più antica università della Lituania. Nel territorio lituano è presente un numero elevato di università e si trovano in città come Vilnius, Kaunas, Klaipėda e Šiauliai.

#### Sistema sanitario
Il sistema sanitario in Lituania ė privato e pubblico. I maggiori ospedali sono presenti nelle città come Vilnius, Kaunas e Klaipėda. I medici offrono servizi di livello, ma l'unica problematica è legata alla scarsa conoscenza della lingua inglese.

#### Forze armate
Le Lietuvos kariuomenės Sausumos pajėgos costituiscono le forze armate della Lituania.

## Economia
L'economia lituana è cresciuta velocemente gli ultimi anni, tanto da meritare al Paese la reputazione di "Tigre del Baltico".
Importanti settori economici sono i mobilifici, le industrie tessile e alimentare. Il recente ingresso del Paese nell'Unione europea (2004) ha contribuito ad accelerare questo processo, basato sulla privatizzazione delle aziende e la modernizzazione delle principali industrie. Superata la dipendenza commerciale ed energetica dall'URSS, oggi l'economia lituana punta molto sull'industria metallurgica, mineraria (torba, ferro e petrolio) e tessile, settori concentrati nei poli urbani di Vilnius e Kaunas. Molto importante l'industria alimentare (pesca) sviluppata nella città costiera di Klaipeda. L'economia agricola che ha caratterizzato il recente passato del Paese è ancora ben radicata nel territorio, rilevanti sono le produzioni di segale e lino, l'allevamento bovino, la produzione di latticini e la silvicoltura. Nel 2003 la Lituania ebbe il più alto tasso di crescita fra i Paesi candidati all'ingresso nell'Unione europea, arrivando a quota 8,8% nel terzo quadrimestre dell'anno. La valuta nazionale dal 2015 è l'Euro. La Lituania svolge inoltre un'importante funzione di Paese di transito per gli oleodotti.
I settori produttivi della Lituania sono così divisi: primario 5,3%; secondario 35,3%; terziario 59,4%.

### Strade
Il Paese ha una rete stradale sviluppata e svolge un importante ruolo come Paese di transito tra l'Europa centrale e il Nord Europa e tra l'exclave russa di Kaliningrad e la Russia, nonché tra la Bielorussia e i Paesi scandinavi.
Viene attraversata dall'autostrada E67 "Via Baltica" che collega Varsavia con Helsinki via Kaunas, Riga e Tallinn, e dall'autostrada Vilnius-Kaunas-Klaipėda.

### Ferrovie

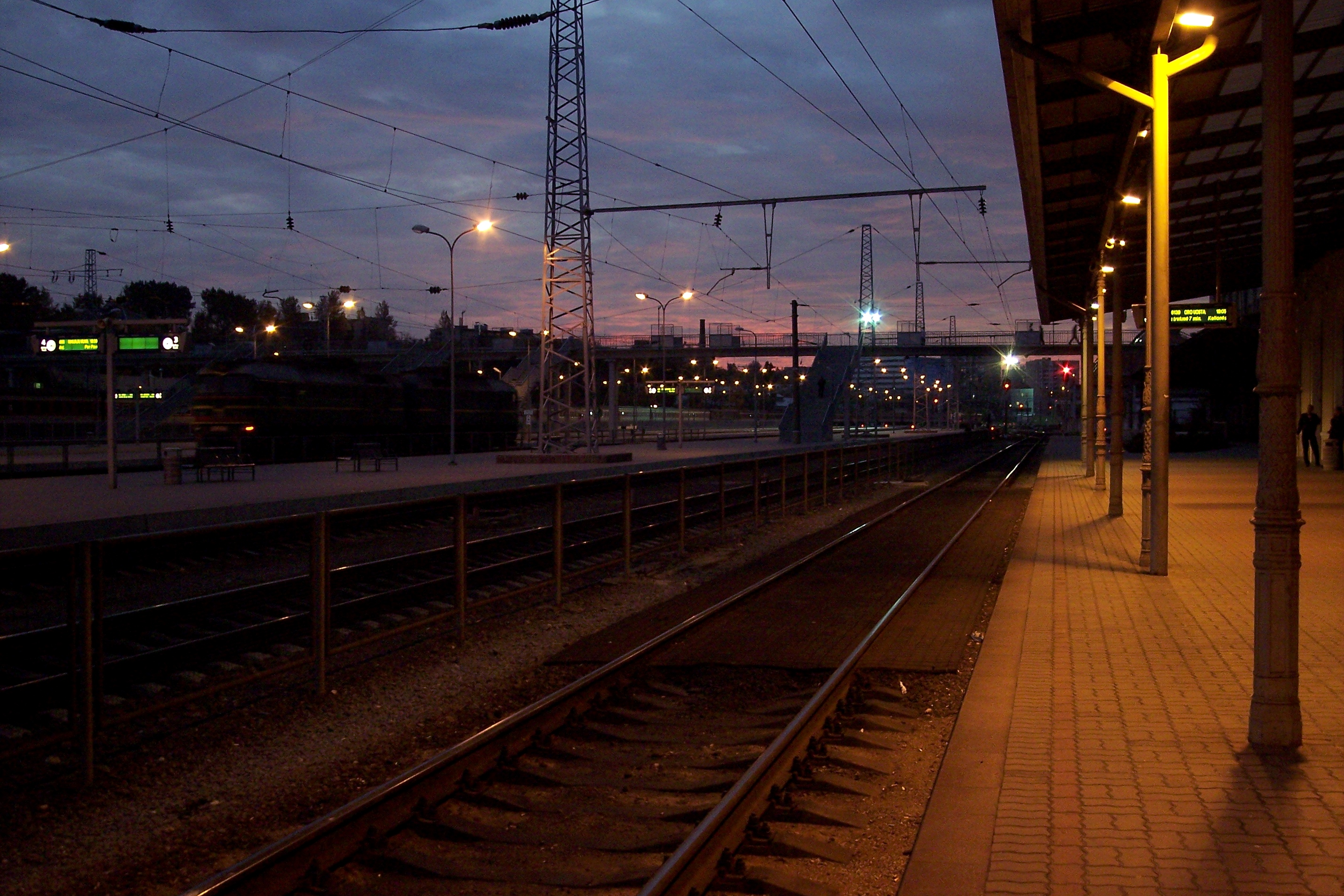
Stazione di Vilnius

La rete ferroviaria è gestita dalla Lietuvos geležinkeliai, compagnia nazionale di proprietà statale.
Il sistema ferroviario lituano adotta lo scartamento largo russo di 1520 mm, in analogia con le altre Repubbliche baltiche. Nel periodo 2007-2020 è prevista la costruzione di una "ferrovia baltica" che interesserebbe le tre Repubbliche baltiche.
Per coprire le lunghe distanze le ferrovie rappresentano uno dei più importanti mezzi di trasporto in Lituania.
La rete ferroviaria con scartamento largo russo permette il collegamento con la Russia, Bielorussia e Lettonia. La principale linea di collegamento tra la Russia e l'exclave russa di Kaliningrad passa in territorio lituano Kybartai.
La lunghezza totale della linea è di 1905 km, la densità è di 29,2 km per 1000 km².
Nel 1993, grazie all'adattamento alle normative comunitarie delle ferrovie lituane, al confine polacco presso la città di Šeštokai è stato aperto uno snodo di interscambio e cambio di scartamento con quello a scartamento standard da 1435 mm delle ferrovie polacche, e quindi con il resto dell'Europa. Quindi la Lituania ora conta 334 km di ferrovia sul cosiddetto "Corridoio di Creta" (Varsavia-Mockava-Šeštokai-Kaunas-Riga-Tallinn-Helsinki).
Questo punto di transito sta acquisendo importanza, anche grazie all'entrata di Polonia e Lituania nell'UE, rispetto alle rotte alternative che passano per la Bielorussia.
Le ferrovie lituane sono percorse da treni merci e passeggeri lettoni, estoni, russi, bielorussi e ucraini. La Lituania è collegata direttamente con la Russia, la Bielorussia, la Lettonia, la Polonia e la Germania. Gli scali maggiori sono Vilnius, Kaunas, Klaipėda, Šiaulai, Marijampolė, Ignalina, Varėna e Rukiškis.

## Ambiente

### Flora e fauna
In Lituania vivono 70 specie di mammiferi, tra cui alci, cinghiali e linci, e le zone umide del delta del Nemunas sono un'importante area di nidificazione di uccelli, come la cicogna. Il castoro, il bisonte e il cervo europeo sono stati reintrodotti. Nei parchi nazionali si riproduce il lupo; a Dzūkija è presente la biscia dal collare, mentre quasi dappertutto volano grandi comunità di pipistrelli. La rara tartaruga d'acqua dolce si riproduce in alcuni laghi della Lituania.
Il 30% del territorio nazionale è ricoperto da foreste, in cui predominano il pino, l'abete rosso e la betulla. Non stupisce che gli alberi costituiscano una fonte di grande orgoglio per i lituani, che trattano i più antichi con molto rispetto e danno loro nomi come Kapinių pušis (Pino del cimitero) e Ragaonos uosis (Frassino della strega). Nell'era pagana si diceva che gli alberi ospitassero le anime dei morti e che i soldati morti in battaglia si trasformassero in alberi. Un secolo fa furono intagliati degli alveari in cima ai tronchi di pino (in modo che gli orsi bruni non sottraessero il miele); se ne vedono ancora molti nel Parco Nazionale di Dzūkija.
I parchi di Dzūkija e Žemaitija sono ricchi di fauna e proteggono entrambi più di 1 000 specie animali. Nel Parco Nazionale di Aukštaitija si trovano fiori rari, tra cui la ninfea bianca, l'epipogio, l'hammarbia e l'astragalo peloso. La calcatreppola marittima è sempre più rara sulle dune della penisola curlandese a causa della raccolta incontrollata e non autorizzata.

### Problemi ambientali
L'Unione europea sta investendo un'ingente quantità di denaro per la difesa dell'ambiente: tra il 2004 e il 2006 per la sola Lituania sono stati stanziati 307,05 milioni di euro in fondi di coesione e 32,8 milioni di euro in fondi strutturali.
Per anni la questione più scottante è stata quella della centrale nucleare di Ignalina, a 120 km a nord di Vilnius. Uno dei due reattori, simili nella progettazione a quello di Chernobyl in Ucraina, è stato disattivato nel dicembre del 2004; con la chiusura definitiva della centrale, nel 2009, si è posto il serio problema di come smantellare questa struttura con il minor costo per l'ambiente. L'operazione, tuttora in corso, costerà almeno 3,2 miliardi di euro, erogati in massima parte da Bruxelles.
Resta la fondamentale questione di come produrre energia. Ancora nel 2009 solo il 3,7% dell'elettricità veniva ricavata da fonti rinnovabili (tra cui centrali idroelettriche ed eoliche), ma attualmente tale quota è salita al 27,9%.
Le estrazioni petrolifere nel campo D-6 della regione di Kaliningrad, a 22 km dalla costa e 500 m a valle del confine tra la Lituania e la Russia, minacciano la penisola curlandese e il Mar Baltico. Alla fine degli anni 1980, grazie a proteste pubbliche, si è riusciti a evitare che l'URSS speculasse su questo giacimento, stimato in 24 milioni di tonnellate di petrolio. Ma nel giugno del 2004 il gigante petrolifero russo Lukoil ha dato avvio alle perforazioni. Grandi manifestazioni di protesta nel 2005 hanno indotto il Consiglio d'Europa a intervenire: l'organismo ha riconosciuto che le pratiche operative della trivellazione sono corrette ma ha posto l'accento sull'enorme rischio che la prossimità dell'impianto pone alla penisola e ha chiesto alla Lituania e alla Russia di cooperare con maggiore impegno nella protezione della sua linea costiera, divisa tra i due Paesi.
Anche il trasporto del petrolio, al pari della sua estrazione, costituisce una minaccia ambientale per tutti e tre i Paesi baltici.

## Cultura

### Letteratura
La pubblicazione del primo libro in lingua lituana risale al 1547 quando Martynas Mažvydas scrisse e pubblicò nell'attuale Karaliaučius (Kionigsberg) un catechismo (Catechismus prasti žadei). Nei secoli seguenti la letteratura lituana è soprattutto di carattere religioso.
Nel 1818 apparvero il poema nazionale lituano Le stagioni di Kristijonas Donelaitis e alcune liriche e poemi di Antanas Strazdas, divenuti in seguito canti popolari.
Nell'epoca della dominazione russa zarista fu chiusa l'università di Vilnius e lo zar Alessandro II proibì la pubblicazione di opere in caratteri latini. Ciò diede vita al fenomeno dei "portalibri", che importavano opere in lituano pubblicate nella vicina Prussia o negli Stati Uniti.
Il principale poeta dell'epoca del risorgimento lituano fu Jonas Mačiulis, più noto come Maironis, e vicino allo stesso movimento fu anche il poeta lituano-polacco Adam Mickiewicz, aderente a gruppi irredentisti e autore di diverse opere dedicate alla causa lituana. Sempre alla stessa corrente apparteneva Jonas Basanavičius. Contemporaneamente vi fu anche un movimento realista, il cui esponente più noto fu Vincas Kudirka, l'autore dell'inno nazionale.
Nell'epoca dell'indipendenza gli autori lituani si avvicinarono alle tendenze delle avanguardie europea (simbolismo, futurismo ed espressionismo) e Il fulcro della vita culturale si spostò a Kaunas. A questo periodo appartengono il poeta e traduttore Jurgis Baltrušaitis, che fu ambasciatore lituano a Mosca, il poeta Oskar Miłosz, che fu incaricato d'affari di Lituania in Francia e presso la Società delle Nazioni a Ginevra, e il romanziere e drammaturgo Vincas Mickevičius, autore di diversi drammi storici.
Nel secondo dopoguerra e con l'occupazione sovietica e l'avvento del realismo socialista, diversi scrittori e letterati emigrarono al fine di allontanarsi dagli argomenti dell'ortodossia sovietica. Destinazione principale furono gli Stati Uniti, e a Chicago venne costituita una società letteraria e diversi giornali. Tra gli esponenti più noti vi sono lo storico dell'arte Jurgis Baltrusaitis, figlio dell'omonimo poeta, il semiologo Algirdas Greimas, il drammaturgo Jonas Grinius e i poeti Tomas Venclova e Jonas Aistis.
Juozas Aputis, Birute Baltrušaityte, Marius Ivaskevicius, Saulius Tomas Kondrotas, Jurgis Kuncinas, Danielius Musinskas, Giedra Radvilaviciute, Bronius Radzevicius, Renata Serelyte sono solo alcuni degli scrittori più conosciuti del secondo Novecento, tradotti in italiano dalla Books & Company editore e raccolti nel libro Altre voci. Inoltre, nel 2009, Laura Sintija Cerniauskaité col romanzo Kvėpavimas ¡ marmurą fu la prima scrittrice lituana a vincere il Premio letterario dell'Unione europea.

### Teatro

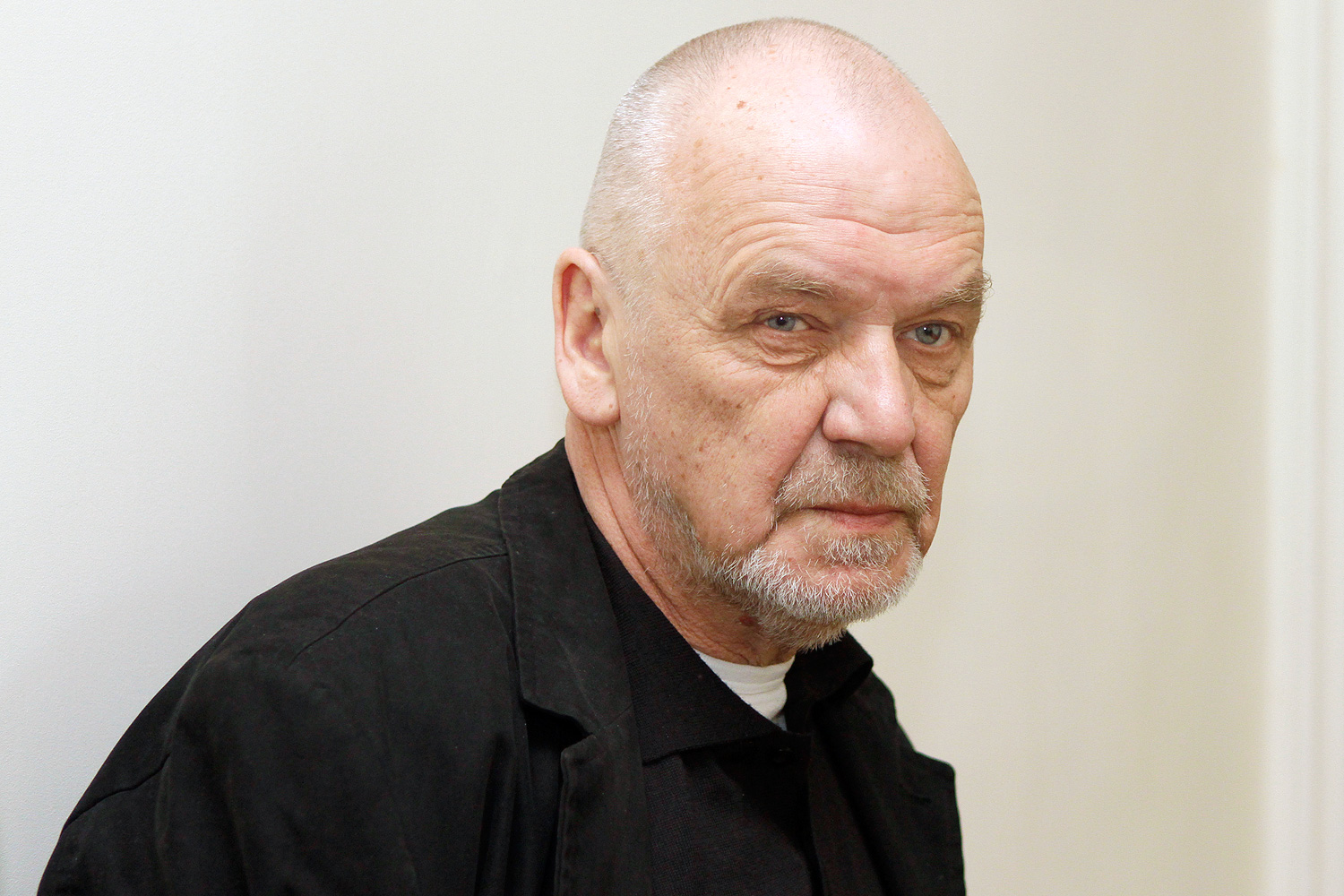
Eimuntas Nekrošius, tra i maggiori registi teatrali, del XX e XXI secolo

In campo teatrale è da ricordare la figura del regista Eimuntas Nekrošius (1952-2018), autore di varie produzioni teatrali e che ha avuto diversi riconoscimenti internazionali.

### Mitologia
La mitologia lituana presenta alcune similitudini con la mitologia baltica.

### Musica
Come anche gli altri Stati baltici la Lituania ha una ricca tradizione di musiche popolari, la cui manifestazione più nota sono i dainos, canti popolari di diverso argomento, tradizionalmente cantati dalle donne, che sono il fulcro dei numerosi festival di canti tradizionali. Canti popolari polivocali caratteristici sono detti sutartine. Nel 2010, sono stati inseriti nella Lista dei patrimoni dell'umanità stilata dall'UNESCO.
La Lituania, insieme agli altri Paesi baltici, può essere considerata una delle culle della canto corale, in quanto vi si trovano numerosissimi cori polifonici di altissima levatura tecnico artistica.
Il compositore lituano classico più noto è Mikalojus Konstantinas Čiurlionis (1875-1911), autore di oltre duecento opere musicali nonché pittore. Il grande soprano e mezzosoprano Violeta Urmana (Marijampole) è un'icona nazionale e star internazionale dell'opera lirica. Il Paese ha dato inoltre i natali al gruppo rock Biplan. Da non dimenticare la nascita di uno dei più grandi violinisti del Novecento, Jascha Heifetz
Tra le musiciste lituane del XX secolo spicca Clara Rockmore, mentre per il genere pop spicca Jessica Shy e ancora per il genere pop e art rock ricordiamo Jurga Šeduikytė.

### Cinema
Tra i registi cinematografici spiccano Šarūnas Bartas e Gytis Lukšas.
Tra i film premiati ricordiamo Trys dienos (1991), di Šarūnas Bartas, premiato al Festival internazionale del cinema di Berlino e al Festival internazionale del cinema di Porto.

### Pittura

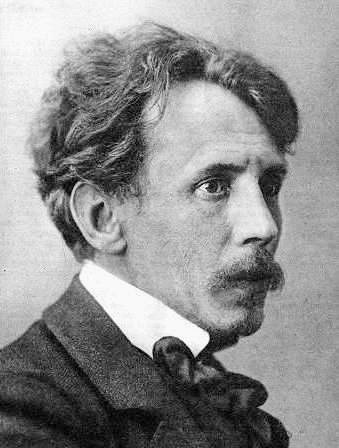
Mikalojus Konstantinas Čiurlionis,esponente del simbolismo

Tra i pittori distintisi tra il XIX e il XX secolo ricordiamo Mikalojus Konstantinas Čiurlionis, anche noto compositore, esponente del simbolismo e creatore di opere astratte.

### Architettura
Tra il XII e il XIII secolo la Lituania pagana subì l'influsso della cultura russo-bizantina. Castelli-fortezze a pianta poligonale furono costruiti dal XIII secolo (senza torri) al 14º-15º (con due o più torri) come difesa dai crociati e dai barbari. Con il cattolicesimo furono poi introdotti modi gotici nella costruzione delle chiese che pure mantennero caratteristiche locali (S. Anna a Vilnius, chiesa in «gotico lituano», XVI secolo). Elementi gotici si ritrovano anche in edifici privati e pubblici del XV-XVI secolo. L'architettura, la miniatura e l'incisione nel XVI secolo furono fortemente influenzate dal Rinascimento italiano, tedesco e dei Paesi Bassi. Tra le varie costruzioni barocche spicca la chiesa del monastero di Pažáislis (presso Kaunas), costruita dagli italiani L. Fredo e P. Puttini all'inizio del XVIII secolo, con affreschi dell'italiano Del Bene, primi esemplari pittorici di qualche rilievo (gli affreschi che ornavano le chiese ortodosse sono tutti andati perduti). L'architettura neoclassica (J.B. Knackfuss, L. Stuoka Gucevičius) dominò fino al primo quarto del XIX secolo. Pittura e scultura neoclassica ebbero il loro centro nella Scuola artistica di Vilnius con lo scultore K. Jelskis e il pittore P. Smuglevičius.
Nella seconda metà del XIX secolo, accanto all'eclettismo architettonico, pittura e scultura si svolsero in senso romantico e realistico. Dal 1907 furono organizzate dall'Associazione artistica lituana mostre di arte nazionale (pittore significativo fu M.K. Čiurlionis). Dopo la prima guerra mondiale il costruttivismo architettonico ebbe validi rappresentanti in V. Dubeneckis e V. Žemkalnis-Landsbergis, mentre la pittura continuava a seguire l'indirizzo realistico (scuola artistica di Kaunas, con J. Vienožinskis). Da ricordare poi il notevole sviluppo dell'arte popolare: croci di legno di tipo tutto particolare, cappelle votive, tessuti, ricami.
Dopo la seconda guerra mondiale un'intensa attività urbanistico-architettonica si è applicata in nuovi piani regolatori (Vilnius: arch. V. Mikučianis e K. Bučas; Klaipėda: arch. V.S. Revzin), in nuovi quartieri industriali, con case di abitazione di tipo intensivo, realizzati con largo impiego di elementi prefabbricati. L'architettura lituana del XX-XXI secolo è caratterizzata dall'attività di studi quali Paleko ARCH Studio o Vilnius Architectural Studio. Dagli anni 1950 molti artisti lituani si erano trasferiti negli Stati Uniti e in Europa; negli anni 1960 e 1970 erano emersi artisti formatisi all'estero, come il pittore K. Zapkus o lo scultore A. Brazdys, astrattisti. In relazione con le esperienze occidentali, si richiamano all'eredità culturale del Paese i pittori A. Savickas e V. Kisarauskas e gli scultori T.K. Valaitis e V. Vildžiunas; nell'ambito dell'astrattismo opera K. Zimblytė, suggestioni simboliste informano la pittura di L. Katinas. Negli anni 1980 si assiste a uno sviluppo della scultura (G. Karalius, S. Kuzma, P. Mazuras, M. Navakas, V. Urbanavičius, K. Jaroševaitė). Negli anni 1990 le giovani generazioni di artisti prediligono forme espressive diverse, come arte oggettuale, installazioni, video, performances e azioni (gruppi Foglia verde; Post-Ars, costituito da artisti come lo scultore R. Antinis e il pittore A. Andriuškevičius; Z. Kempinas; D. Liškevičius). Si ricordano ancora M. Navakas (sculture di matrice concettuale e monumentali sculture-oggetto in spazi pubblici); E. Rakauskaite (videoinstallazioni con interesse per l'arte femminile contemporanea); D. Narkevičius (film e video su temi storico-politici).

### Patrimoni dell'umanità
Diversi siti della Lituania sono stati iscritti nella Lista dei patrimoni dell'umanità dell'UNESCO.

### Ceramica
Tra i settori più sviluppati vi è senza dubbio quello della ceramica. In particolare, la Lituania è famosa in tutto il mondo per la produzione di ceramica nera, una tradizione che affonda le sue radici nell'età della pietra.

### Scienza e tecnologia

#### Chimica
In ambito chimico ricordiamo la figura di Aaron Klug, premio Nobel per la chimica, nel 1982 per i suoi studi sullo sviluppo della microscopia elettronica cristallografica e il suo contributo nell'ambito della biologia molecolare.

#### La Lituania nello spazio
- 9 gennaio 2014: vengono lanciati i satelliti LituanicaSAT-1 e LitSat-1, i primi due satelliti lituani.

## Sport

### Pallacanestro
Normalmente, tra i vari sport, la pallacanestro (krepšinis) è considerato sport nazionale lituano. Infatti esso è popolare in Lituania tanto quanto nelle comunità lituane all'estero. Questo sport arrivò in Lituania attraverso le comunità lituano-americane negli anni 1930. Tale sport è praticato soprattutto in campo maschile: infatti, la nazionale di pallacanestro della Lituania ha vinto la medaglia di bronzo ai Giochi olimpici del 1992, del 1996 e del 2000 (quando la squadra lituana arrivò vicinissima a battere in semifinale gli Stati Uniti, fallendo il sorpasso all'ultimo secondo per un errore su un tiro da tre punti di Šarūnas Jasikevičius).

### Atletica leggera
Anche l'atletica leggera è praticata discretamente nella Lituania, e ha raggiunto un discreto successo soprattutto grazie al lanciatore di disco Virgilijus Alekna, vincitore di due medaglie d'oro olimpiche, rispettivamente a Sydney 2000 e ad Atene 2004, di altrettante medaglie d'oro mondiali, rispettivamente ai Campionati di Parigi 2003 e Helsinki 2005 e dell'oro a Göteborg 2006. Oltre a Virgilijus Alekna, un altro atleta lituano importante, anch'egli specializzato nel lancio del disco, è stato Romas Ubartas, vincitore dell'oro olimpico in tale specialità a Barcellona 1992, oltre a un argento olimpico e un oro europeo conquistati sotto le insegne dell'Unione Sovietica.

### Ciclismo
Il ciclismo su strada è discretamente praticato, soprattutto in ambito femminile. Protagoniste del ciclismo lituano tra anni 1990 e 2000 sono state Rasa Polikevičiūtė, Edita Pučinskaitė, Diana Žiliūtė (tutte e tre laureatesi campionesse del mondo), Jolanta Polikevičiūtė, sorella di Rasa, e la giovane Rasa Leleivytė. In campo maschile è invece Raimondas Rumšas ad aver ottenuto i principali risultati: terzo al Tour de France 2002 e primo al Giro di Lombardia 2000.

### Nuoto
Ancor più sorprendente è la storia della nuotatrice Rūta Meilutytė che, a soli 15 anni, nell'edizione dei Giochi Olimpici di Londra 2012, si è laureata campionessa olimpica nella specialità dei 100 metri rana.

### Calcio
La Nazionale di calcio della Lituania non ha ottenuto finora notevoli risultati in campo internazionale. In generale il calcio lituano deve confrontarsi spesso con la popolarità della pallacanestro, primo sport nazionale in Lituania.

### Giochi olimpici
Il primo oro olimpico (e anche la prima medaglia olimpica) per la Lituania fu conquistata nel lancio del disco da Romas Ubartas, ai Giochi olimpici di Barcellona 1992.

## Festività nazionali
| Data        | Nome                                          | Significato                                                                       |
| ----------- | --------------------------------------------- | --------------------------------------------------------------------------------- |
| 16 febbraio | Atto d'indipendenza della Lituania            | Festa nazionale: Giorno dell'istituzione dello Stato Lituano, nel 1918            |
| 11 marzo    | Atto di Restaurazione dello Stato di Lituania | Ricorrenza nazionale: celebra la Dichiarazione d'indipendenza dall'URSS, nel 1990 |
| 6 luglio    | Giorno dello Stato                            | Incoronazione del primo sovrano di Lituania, Mindaugas, nel 1253                  |

### Altre festività
La festività di Joninės (conosciuta anche come Rasos) è una festa nazionale tradizionale che si tiene il giorno del solstizio d'estate e ha origini pagane. Il martedì grasso (Užgavėnės) si festeggia il giorno prima del Mercoledì delle ceneri, e ha lo scopo di sollecitare l'inverno ad andarsene. Ci sono tradizioni nazionali di origine pagana anche per feste attualmente cristiane come la Pasqua e il Natale. Venerato e protettore della popolo lituano è il gesuita polacco San Stanislao Kostka, e la sua memoria liturgica cade il 15 agosto.

## Gastronomia
La cucina lituana prevede l'uso dei prodotti offerti dal suo clima settentrionale, fresco e umido: vengono coltivati orzo, patate, segale, barbabietole, ortaggi e funghi. I prodotti caseari sono una delle specialità del Paese.
Poiché condivide lo stesso clima e le stesse pratiche agricole dell'Europa orientale, la cucina lituana ha molto in comune con le cucine di questi paesi e con quella ebraica; tuttavia possiede proprie caratteristiche peculiari che hanno avuto origine da una grande varietà di influenze durante la sua storia. Avendo condiviso un lungo periodo con la Polonia, sono simili numerosi piatti e bevande: esistono versioni lituane e polacche simili di tortelli (pierogi o koldūnai), ciambelle (pączki o spurgos), e crêpe (blini o blynai).
Anche le tradizioni tedesche hanno influenzato la cucina lituana, introducendo pietanze a base di maiale e patate, come lo sformato di patate (kugelis) e le salsicce di patate (vėdarai), così come la torta conosciuta come šakotis.
Sono inoltre presenti influenze dalla cucina orientale (caraite), e i piatti kibinai e čeburekai sono piuttosto popolari in Lituania. La torta Napoleone fu introdotta durante il passaggio di Napoleone attraverso la Lituania nel XIX secolo.
L'occupazione sovietica ha sensibilmente alterato la cucina lituana. Come in qualsiasi altra zona dell'Unione Sovietica, per fortuna, alla popolazione fu concesso di mantenere i propri piccoli orti, che erano, e sono tuttora, amorevolmente curati. Dopo il riottenimento dell'indipendenza nel 1990, la valorizzazione dei cibi e della cucina tradizionale lituana è diventata uno dei modi di celebrare l'identità lituana.
I cepelinai, un piatto a base di patate grattugiate e poi cotte, è il più famoso piatto nazionale; è popolare fra i lituani in tutto il mondo. Altri piatti nazionali includono il pane nero di segale e la zuppa fredda di barbabietole (borscht o šaltibarščiai). La cucina lituana è generalmente sconosciuta al di fuori delle comunità lituane; la maggior parte dei ristoranti lituani al di fuori della Lituania è presente in aree con una consistente minoranza lituana.
I lituani, grazie alla loro dieta tradizionale, sono fra le popolazioni meno oppresse da problemi di obesità, e dalle complicazioni correlate, tra i Paesi sviluppati del mondo.
La birra prodotta localmente è il gira (una sorta di kvass), sono le bevande più popolari nel Paese. La starka (acquavite di segale) è parte del patrimonio culturale lituano, ma non viene di fatto più prodotta.